# St. Nikolaus (Köln-Sülz)

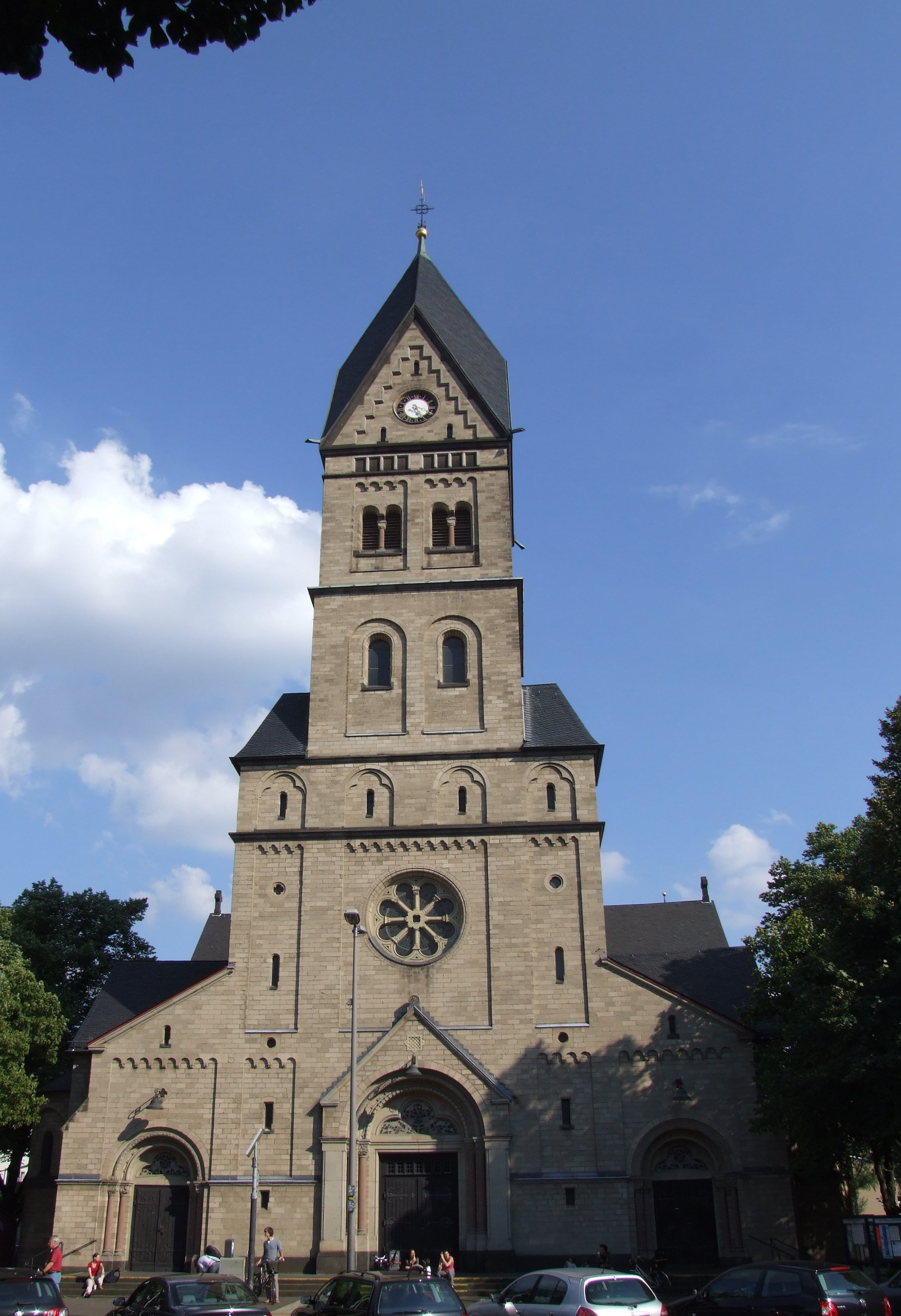
St. Nikolaus in Köln-Sülz (2008)

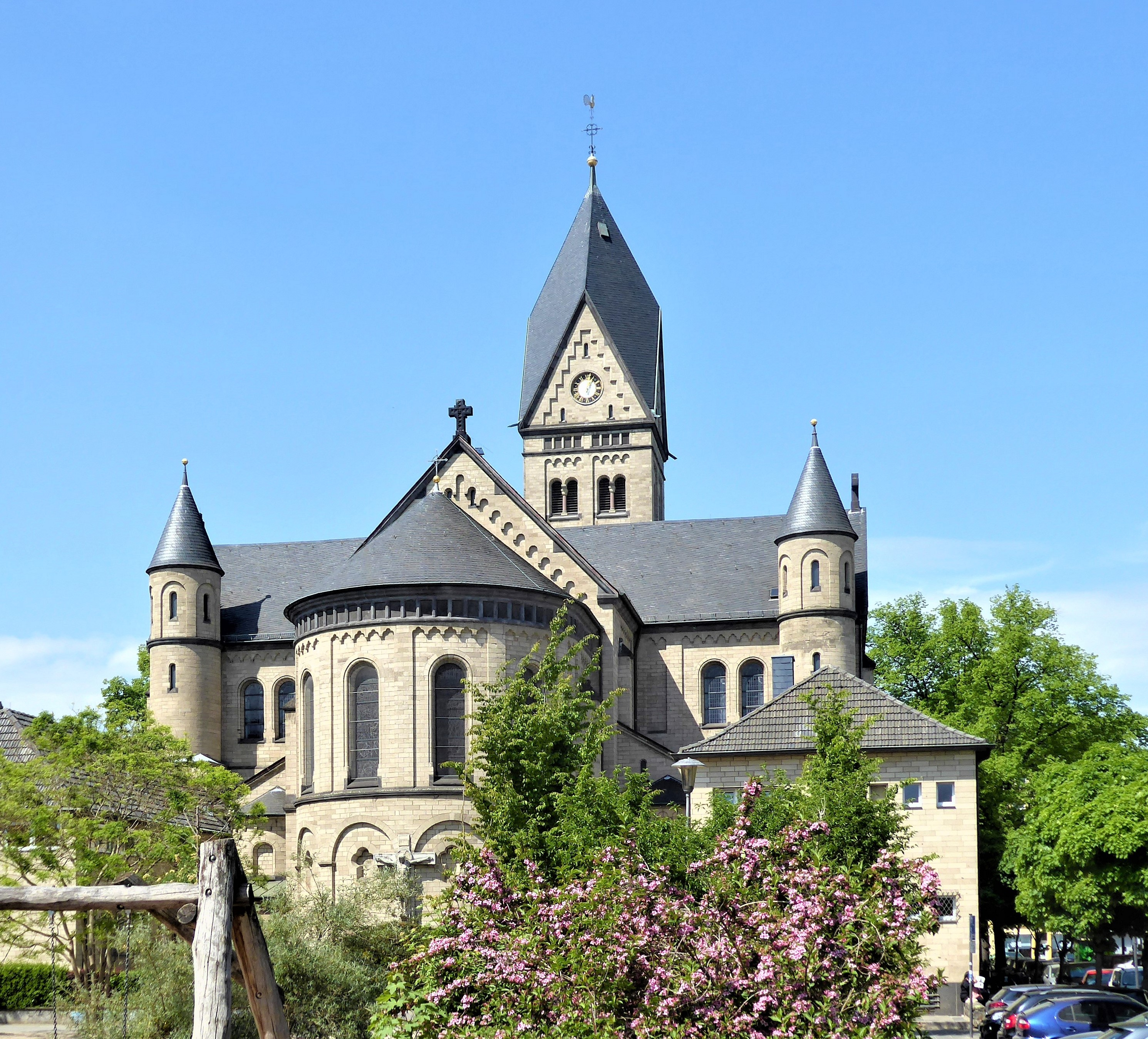
Südseite (2020)

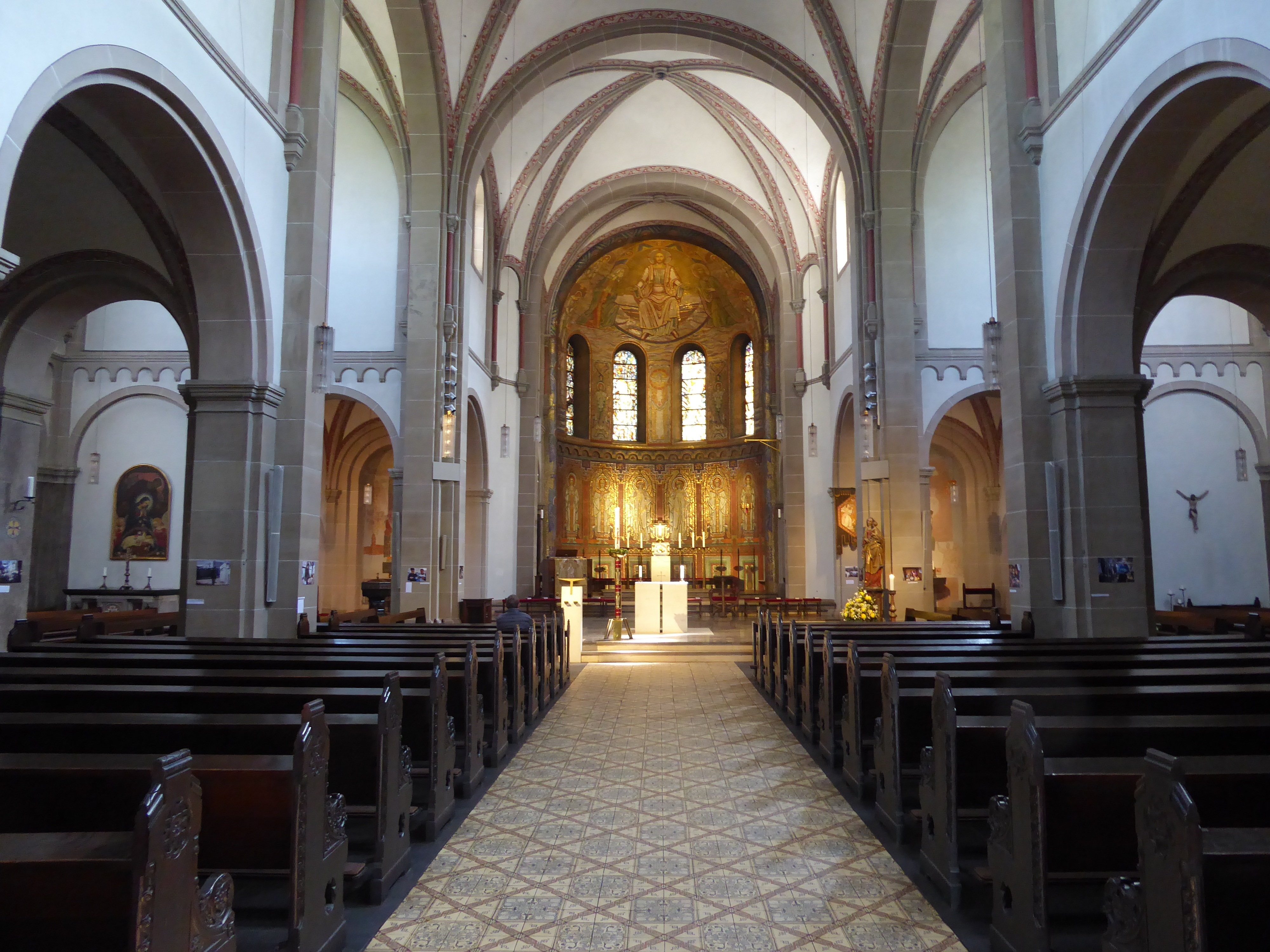
Blick durch das Langhaus Richtung Chor (2020)

Die römisch-katholische Kirche St. Nikolaus an der Berrenrather Straße am Nikolausplatz in Köln-Sülz gehört zur Pfarrgemeinde St. Nikolaus und St. Karl Borromäus. Sie bildet zusammen mit der Kirche St. Bruno in Köln-Klettenberg den Seelsorgebereich Sülz-Klettenberg im Dekanat Köln-Lindenthal.
Die Kirche wurde zwischen 1903 und 1909 nach den Plänen von Franz Statz, dem Sohn des Dombaumeisters Vincenz Statz im neuromanischen Stil aus Tuff und Basalt gebaut und ist dem Patronat des hl. Nikolaus anvertraut.

## Geschichte
Durch das Wachstum Kölns ab Mitte des 19. Jahrhunderts und der Zuwanderung von außerhalb im Gebiet des heutigen Stadtbezirks Lindenthal wurde eine eigene Kirche für den Stadtteil Sülz nötig; der Weg zur nächsten katholischen Kirche in Kriel bedeutete damals mehr als eine halbe Stunde Fußweg. Trotz des Kulturkampfs ermöglichten private Initiativen ab 1875 den Bau eines Kirchengebäudes an der Ecke Marsiliusstraße und der heutigen Nikolausstraße, die damals Mittelstraße genannt wurde.
1886 schickte Erzbischof Philipp Krementz den Aachener Priester Franz Josef Hubert Becker als Hilfsgeistlichen an die dem hl. Nikolaus gewidmete „Nebenkirche zu Sülz, Pfarre Kriel“. Am 29. Juni 1892 wurde diese Nebenkirche nach jahrelangen Verhandlungen mit der Mutterkirche in Kriel zur eigenständigen Pfarrkirche ernannt.
Mittlerweile war der Bau jedoch dem Andrang der Katholiken nicht mehr gewachsen, und so finanzierten Sülzer Bürger zwischen 1903 und 1909 am ehemaligen Standort einer seit 1201 nachweisbaren und 1474 während der Burgunderkriege niedergelegten Nikolaus-Kapelle auf einem Acker an der Berrenrather Straße einen Neubau. Es entstand unter Leitung von Franz Statz, Sohn des Dombaumeisters Vincenz Statz, der sogenannte Sülzer Dom, eine dreischiffige neoromanische Basilika mit Querhaus und einem schlanken Turm mit Rhombendach.

## Ausstattung

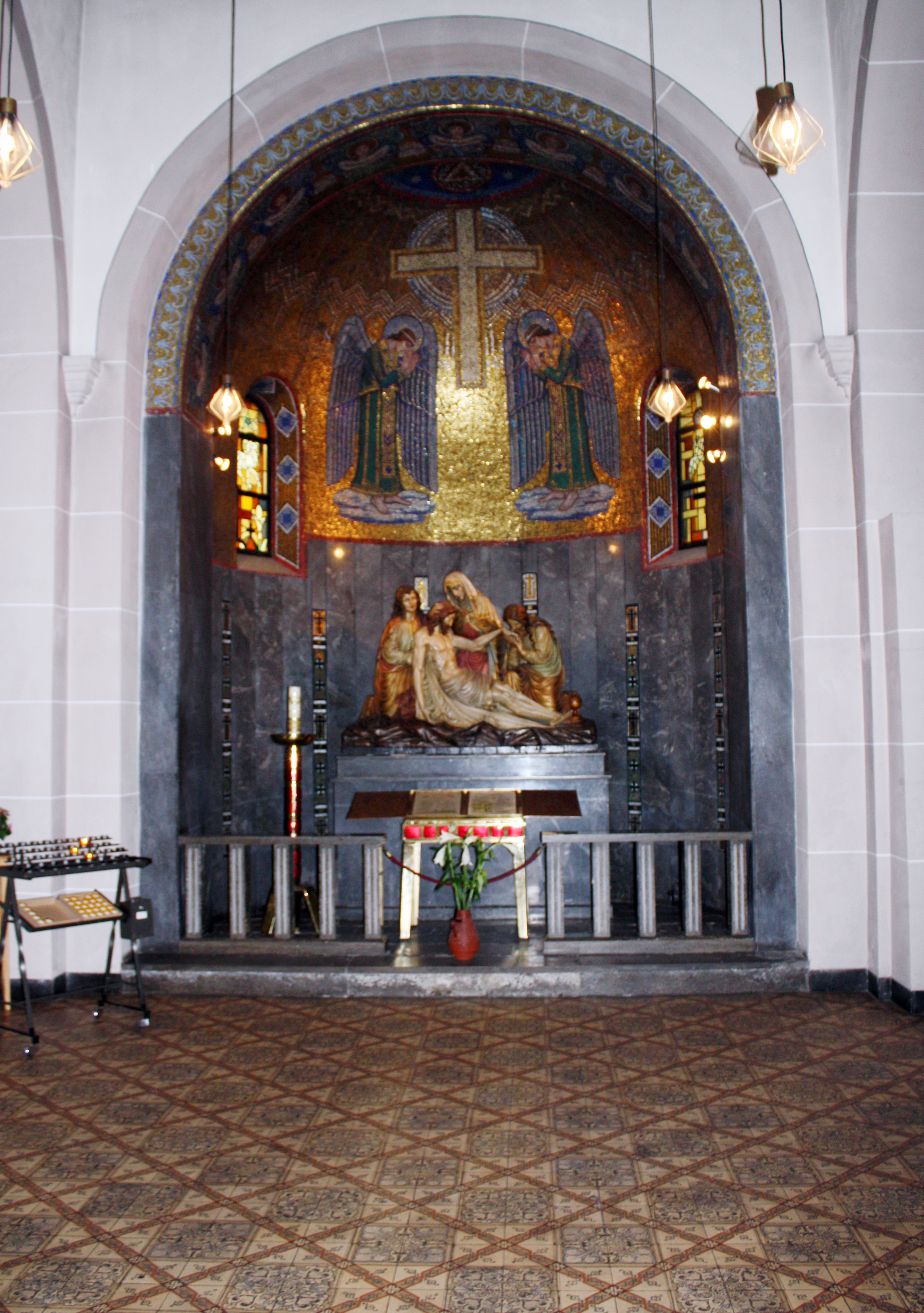
Mosaik in der Kriegergedächtniskapelle (2008)

Zur Erstausstattung gehörten unter anderem ein 1909 entstandenes Holzrelief hinter dem Priestersitz mit einem Baldachin von A. Schmidt, ein Taufbecken aus dem Jahr 1892, die 14 Kreuzwegstationen von Ludwig Feldmann und eine Nikolausstatue.
1919 schuf Johannes Osten in der Hauptapsis und in der Kriegergedächtniskapelle drei neobyzantinischen Mosaike, ausgeführt von der Firma Puhl & Wagner. Das Apsismosaik stellt Jesus als Pantokrator zwischen Johannes dem Täufer und der Mutter Gottes dar.
1960 fertigte Heinrich Windelschmidt die Fenster des Chores mit den Evangelistensymbolen sowie die Querhausfenster an. Ebenfalls aus dem Jahr 1960 stammen die beiden Wandbilder von Peter Hecker in den Altarnischen unterhalb des Chores. 1978 gestaltete Paul Weigmann die 24 Obergadenfenster, in denen Girlanden aus Früchten abgebildet sind, und Olaf Höhnen schuf den Altar.

### Orgel

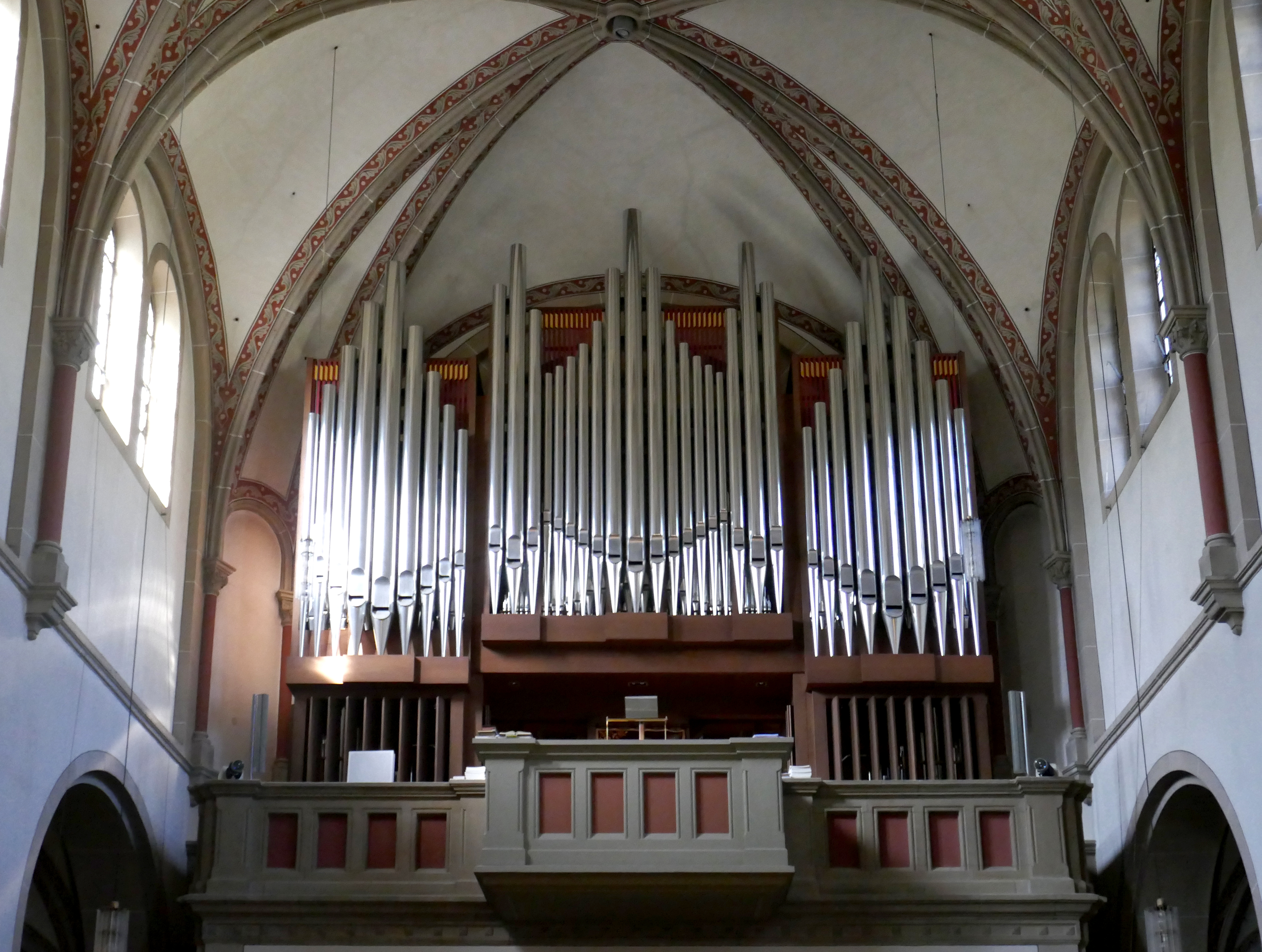
Mühleisen-Orgel von 2009 (Foto: 2019)

Im November 2009 wurde eine neue Orgel der Firma Mühleisen aus Leonberg eingeweiht. Das Instrument hat mechanische Spieltrakturen und elektrische Registertrakturen mit 48 Registern auf drei Manualen und Pedal. Eine Besonderheit ist die zweite Schwellvorrichtung des Schwellwerks in den Turmraum, sodass das Schwellwerk als „Fernwerk“ verwendet werden kann.
| I Hauptwerk C–a3 |                |       |
| 1.               | Praestant      | 16′   |
| 2.               | Prinzipal      | 8′    |
| 3.               | Bordun         | 8′    |
| 4.               | Viola di Gamba | 8′    |
| 5.               | Oktave         | 4′    |
| 6.               | Rohrflöte      | 4′    |
| 7.               | Quinte         | 2 ⁄3′ |
| 8.               | Superoktave    | 2′    |
| 9.               | Mixtur V–VI    | 2′    |
| 10.              | Kornett V      | 8′    |
| 11.              | Trompete       | 8′    |

| II Schwellpositiv C–a3 |              |        |   |
| 12.                    | Rohrflöte    | 8′     |   |
| 13.                    | Quintatön    | 8′     | H |
| 14.                    | Salicional   | 8′     |   |
|                        | Unda maris   | 8′     | V |
| 15.                    | Octave       | 4′     |   |
| 16.                    | Blockflöte   | 4′     |   |
| 17.                    | Nasat        | 2 ⁄3′  |   |
| 18.                    | Doublette    | 2′     |   |
| 19.                    | Terz         | 1 3⁄5′ |   |
| 20.                    | Larigot      | 1 ⁄3′  |   |
| 21.                    | Scharff IV–V | 1 ⁄3′  |   |
| 22.                    | Cor anglais  | 8′     |   |
|                        | Klarinette   | 8′     | V |
|                        | Tremulant    |        |   |

| III Schwellwerk C–a3 |                      |       |
| 23.                  | Bordun               | 16′   |
| 24.                  | Geigenprinzipal      | 8′    |
| 25.                  | Lieblich Gedeckt     | 8′    |
| 26.                  | Querflöte            | 8′    |
| 27.                  | Violine              | 8′    |
| 28.                  | Aeoline              | 8′    |
| 29.                  | Vox coelestis        | 8′    |
| 30.                  | Fugara               | 4′    |
| 31.                  | Traversflöte         | 4′    |
| 32.                  | Piccolo              | 2′    |
| 33.                  | Septime              | 1 ⁄7′ |
| 34.                  | Harmonia aeth. II–IV |       |
| 35.                  | Contrafagott         | 16′   |
| 36.                  | Trompette harm.      | 8′    |
| 37.                  | Oboe                 | 8′    |
| 38.                  | Clarine              | 4′    |
|                      | Tremulant            |       |

| Solowerk C–a3 |                  |    |   |
| 39.           | Flauto myrabilis | 8′ |   |
| 40.           | Tuba myrabilis   | 8′ |   |
|               | Campanae (a0–e2) |    | V |

| Pedalwerk C–f1 |                      |     |   |
| 41.            | Untersatz            | 32′ |   |
| 42.            | Prinzipalbass        | 16′ |   |
| 43.            | Subbass              | 16′ |   |
|                | Fernbass (Nr. 23)    | 16′ |   |
| 44.            | Oktavbass            | 8′  |   |
| 45.            | Bassflöte            | 8′  |   |
|                | Violoncello (Nr. 27) | 8′  |   |
| 46.            | Choralbass           | 4′  |   |
| 47.            | Posaune              | 16′ | H |
|                | Fagott (Nr. 35)      | 16′ |   |
| 48.            | Trompete             | 8′  |   |

- Koppeln:
  - Normalkoppeln: II/I, III/I, III/II, Solo/I, Solo/II, Solo/III, I/P, II/P, III/P, Solo/P
  - Superoktavkoppeln: III/III, III/P
  - Suboktavkoppeln: I/I, III/III
- Spielhilfen: zusätzlicher Schwelltritt für Schwellwerk in den Turmraum („Fernwerk“), elektrische Setzeranlage, Crescendowalze, Goerlino (Sordino für Nr. 43 vorbereitet)
- Anmerkungen

V = vakant, für spätere Ergänzung vorbereitet
H = Historisches Register aus dem Bestand der Vorgängerorgel

### Glocken
Im Turm hängt ein Geläut aus vier Glocken, dessen schwere Konstruktion („Rippe“) mit großer Klangfülle einhergeht; die Geläutedisposition hat das Glockenmotiv „O Heiland, reiß die Himmel auf“. Vom ebenfalls vierstimmigen Vorgängergeläut aus dem Jahre 1908 überdauerte nur die kleine Glocke die beiden Weltkriege. Anstelle der in den Kriegen eingeschmolzenen Otto-Glocken von 1908 wurden im Jahr 1957 von der Glockengießerei Otto drei neue Glocken für St. Nikolaus gegossen. Es ist eines der wenigen größeren Geläute, die Otto nach dem Zweiten Weltkrieg für Köln liefern konnte. Das Geläut hängt in einem massiven Stahlglockenstuhl, wobei unten die beiden größeren unter den beiden kleineren Glocken hängen. Zum Angelus werden um 12 und 19 Uhr über die Glocke 1 3×3 Schläge ausgeführt; Glocke 3 läutet für wenige Minuten nach. Freitags um 15 Uhr außerhalb der Karwoche erinnert die große Herz-Jesu-Glocke an die Todesstunde Christi. Das Sonntagsgeläut besteht aus den Glocken 2 bis 4; an Hochfesten erklingt das Vollgeläut.
| Nr. | Name      | Gussjahr | Gießer, Gussort                    | Durchmesser (mm) | Gewicht (kg) | Nominal (16tel) |
| --- | --------- | -------- | ---------------------------------- | ---------------- | ------------ | --------------- |
| 1   | Herz Jesu | 1957     | Karl (III) Otto, Bremen-Hemelingen | 1622             | 2800         | c1 –1           |
| 2   | Maria     | 1957     | Karl (III) Otto, Bremen-Hemelingen | 1350             | 1700         | es1 +1          |
| 3   | Nikolaus  | 1957     | Karl (III) Otto, Bremen-Hemelingen | 1212             | 1200         | f1 –1           |
| 4   | Gertrud   | 1908     | Karl (I) Otto, Bremen-Hemelingen   | 1082             | 850          | g1 −1           |